# داریوش آدامچوک
داریوش آدامچوک (لهستانی: Dariusz Adamczuk؛ زادهٔ ۲۱ اکتبر ۱۹۶۹) بازیکن فوتبال اهل لهستان بود.
از باشگاه‌هایی که در آن بازی کرده‌است می‌توان به باشگاه فوتبال داندی، باشگاه فوتبال بلننسس، باشگاه فوتبال اودینزه، باشگاه فوتبال ویگان اتلتیک، باشگاه فوتبال آینتراخت فرانکفورت، و باشگاه فوتبال رنجرز اشاره کرد.
وی همچنین در تیم ملی فوتبال لهستان بازی کرده‌است.
وی در مسابقات کشوری و بین‌المللی در مجموع برندهٔ ۱ مدال نقره شده‌است.